# 大野原インターチェンジ

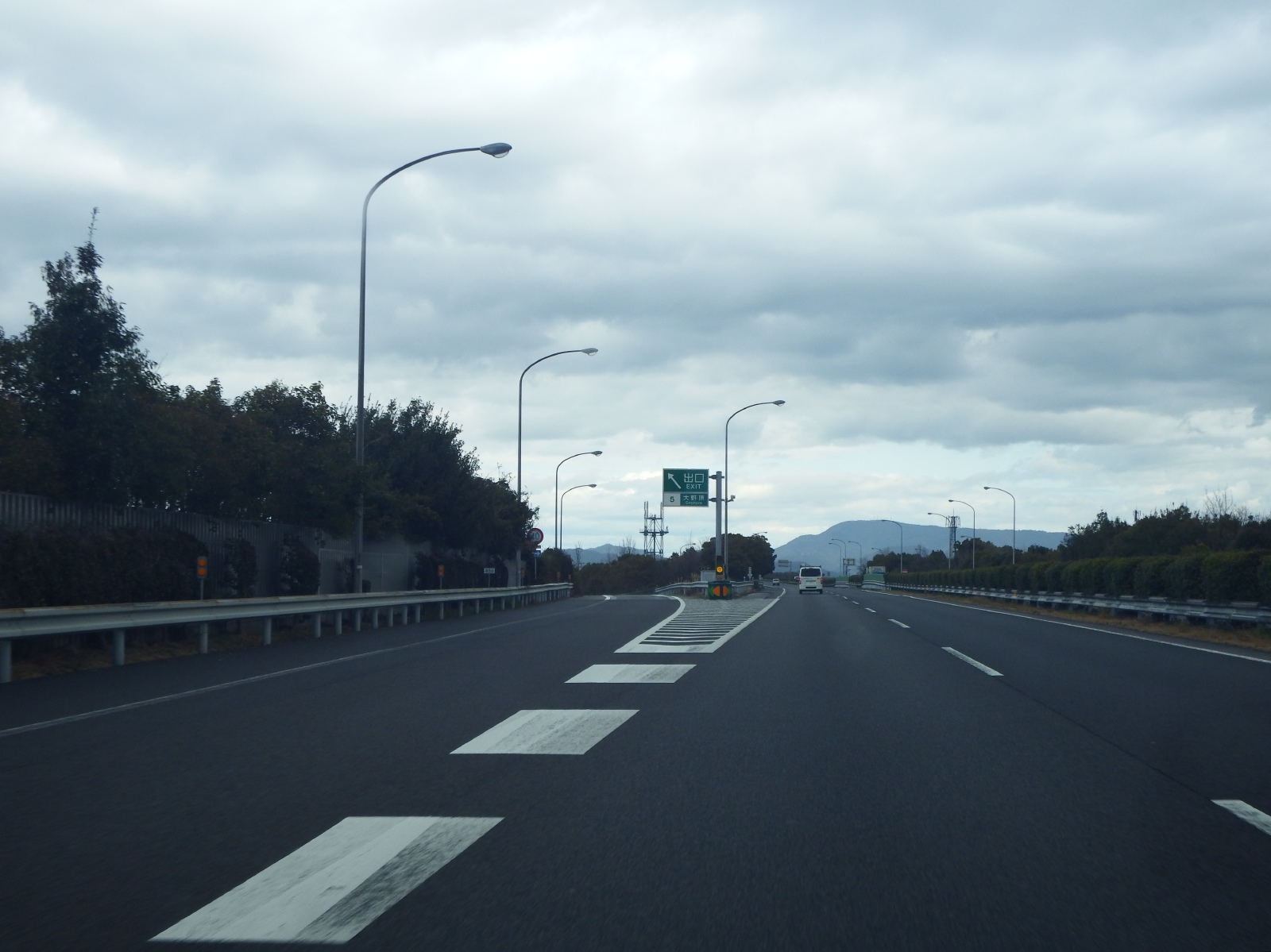
上り線よりの降り口

大野原インターチェンジ（おおのはらインターチェンジ）は、香川県観音寺市にある高松自動車道のインターチェンジである。

## 道路
- E11 高松自動車道（5番）
- 接続する道路：国道11号
- 観音寺市中心部への最寄りインターチェンジのひとつである。

## 料金所

### 入口
- レーン数：2
  - ETC専用：1
  - 一般：1

### 出口
- レーン数：2
  - ETC専用：1
  - 一般：1

## 隣
E11 高松自動車道
(4)さぬき豊中IC - 観音寺SIC（事業中） - (5)大野原IC - 豊浜SA - (6)川之江JCT